# 欧日地区维约蓬
欧日地区维约蓬（法語：Vieux-Pont-en-Auge，法語發音：[vjø pɔ̃ ɑ̃.n‿oʒ] ⓘ）是法国卡尔瓦多斯省的一个旧市镇，属于利雪区。2017年，欧日地区维约蓬与临近的12个市镇合并为新市镇欧日地区圣皮埃尔。

## 地理
欧日地区维约蓬（49°2'12"N, 0°3'8"E）面积12.49 平方千米，位于法国诺曼底大区卡爾瓦多斯省，该省份为法国西北部沿海省份，北濒大西洋英吉利海峡，东北与滨海塞纳省以海上边界相接，东临厄尔省，南至奧恩省，西与芒什省接壤。
与欧日地区维约蓬接壤的市镇（或旧市镇、城区）包括：莱索蒂约帕皮永、布瓦塞、迪沃河畔布雷特维尔、欧日地区卡斯蒂永、库普萨尔特、勒梅尼勒莫热、圣于连勒福孔。

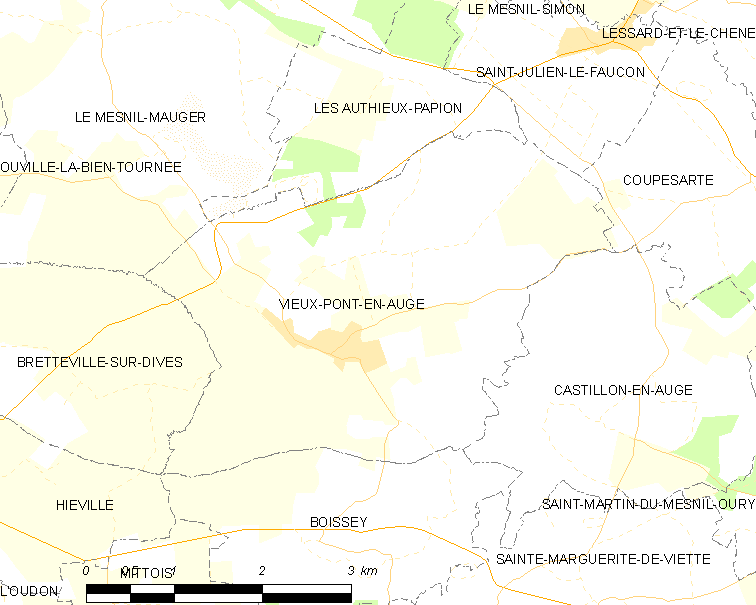
欧日地区维约蓬的OSM定位图

欧日地区维约蓬的时区为UTC+01:00、UTC+02:00（夏令时）。

## 行政
欧日地区维约蓬的邮政编码为14140，INSEE市镇编码为14750。

## 政治
欧日地区维约蓬所属的省级选区为利瓦罗派多日县。

## 人口

1962-2008年间欧日地区维约蓬人口变化图示

欧日地区维约蓬于2018年1月1日时的人口数量为277人。